# Janina Butkiewicz
Janina Butkiewicz (również Butkiewiczowa) z d. Duda (ur. 8 sierpnia 1930 w Słomnikach, zm. 31 sierpnia 2005 w Strzelcach Opolskich) – polska metrolog, pracownik Głównego Urzędu Miar.

## Życiorys
W czasie okupacji niemieckiej ukończyła szkołę powszechną i dalej uczyła się na tajnych kompletach. W 1948 roku ukończyła V Państwowe Gimnazjum i Liceum im. Marii Konopnickiej w Łodzi (obecnie Szkoła Podstawowa nr 5 im. Króla Stefana Batorego) i otrzymała świadectwo dojrzałości. W latach 1948–1952 studiowała na Wydziale Matematyki, Fizyki i Chemii Uniwersytetu Mikołaja Kopernika w Toruniu. W 1952 roku uzyskała stopień magistra na tym wydziale. Pracę w Głównym Urzędzie Miar (GUM) rozpoczęła w tym samym roku w Dziale Pirometrii jako asystent, potem metrolog. W połowie 1959 roku została p.o. kierownika Pracowni Pomiarów Ciepła, dwa lata później – kierownikiem Laboratorium Pomiarów Ciepła, a od połowy 1963 roku – kierownikiem Laboratorium Pomiarów Temperatury w Zakładzie V (późniejszy Zakład Termodynamiki). To stanowisko zajmowała aż do przejścia na emeryturę. W latach 60. i 70. XX w awansowała kolejno na stanowiska adiunkta (1965), samodzielnego pracownika naukowo-badawczego (1970) i docenta (1979). Brała udział w pracach Rady Naukowej GUM.
Janina Butkiewicz kierowała pracami naukowo-badawczymi z zakresu odtwarzania jednostki miary temperatury, w szczególności realizacji punktów stałych argonu, wody, sodu, aluminium, srebra i złota oraz metody drutowej wzorcowania termoelementów. Zajmowała się również zagadnieniami pirometrii optycznej i fotoelektrycznej. Wykładała na kursach metrologicznych z zakresu pomiarów temperatury organizowanych dla pracowników laboratoriów przemysłowych oraz pracowników terenowych urzędów miar. Współpracowała z krajowymi ośrodkami naukowymi (Politechnika Łódzka) i przemysłowymi w zakresie doskonalenia metod pomiarów temperatury oraz z zagranicznymi instytucjami metrologicznymi (Państwowym Biurem Metrologii – Krajowym Instytutem Metrologii – BNM-INM, Urzędem Normalizacji, Miar i Badania Towarów – ASMW, Czechosłowackim Instytutem Metrologii – CSMU, Wszechzwiązkowym Naukowo-Badawczym Instytutem Metrologii im. D. Mendelejewa – WNIIM). Uczestniczyła we współpracy międzynarodowych organizacji metrologicznych, m.in. COOMET (Organizacja Państwowych Instytucji Metrologicznych Europy Środkowej i Wschodniej). Uczestniczyła w  konferencjach metrologicznych w kraju i za granicą.
Należała do najlepszych w kraju specjalistów w dziedzinie pomiarów temperatury. W końcu lat pięćdziesiątych działała w Związku Zawodowym Pracowników Państwowych i Społecznych w GUM. Była działaczem Naczelnej Organizacji Technicznej, w której od 1966 r. pełniła funkcję zastępcy przewodniczącego Zespołu Pomiarów Temperatury Podkomitetu Pomiarów Polskiego Komitetu Naukowo-Technicznego NOT ds. Pomiarów i Automatyki. Na emeryturę przeszła na początku 1991 roku, po blisko 40 latach nieprzerwanej pracy w GUM, ale jeszcze do końca tego roku pracowała w tej instytucji, zatrudniona na pół etatu.
Zmarła 31 sierpnia 2005 roku w Strzelcach Opolskich  i została pochowana na Cmentarzu Katolickim w Pabianicach.

## Odznaczenia i wyróżnienia
W uznaniu osiągnięć w pracy zawodowej, a także działalności społecznej Janina Butkiewicz otrzymała szereg odznaczeń:
- 1964 – Złoty Krzyż Zasługi,
- 1979 – Krzyż Kawalerski Orderu Odrodzenia Polski,
- 1974 – Medal 50-lecia Polskiej Normalizacji,
- 1980 – Medal 60-lecia Polskiej Służby Miar,
- 1983 – Brązowy Medal za Zasługi dla Obronności Kraju,
- 1994 – Medal 75-lecia Głównego Urzędu Miar.

## Publikacje
Była autorką i współautorką blisko sześćdziesięciu publikacji w czasopismach krajowych i zagranicznych oraz referatów i opracowań naukowo badawczych, m.in.:
1) Książki i opracowania:
- Podstawowe jednostki i budowa układu SI, praca zbiorowa pod red. Aleksandra Tomaszewskiego, Warszawa 1969
- Pomiary wytrzymałościowe własności materiałów, temperatury i ciśnienia, J. Mikoszewski, Z. Pawłowski, J. Butkiewicz, Warszawa 1972

2) Artykuły w czasopismach:
- Butkiewiczowa J.,  Porównanie wzorców wys. temperatur, [w:] "Pomiary, Automatyka, Kontrola" 1959, nr 4 s. 162; nr 6, s.247
- Butkiewicz J., Zespół ds. Wprowadzenia Międzynarodowego Układu Jednostek SI, [w:] "Pomiary, Automatyka, Kontrola" 1966 nr 8-9, s. 315-318.
- Houwalt A., Butkiewicz J, Szamotulski J, Pomiary wybranych wielkości termodynamicznych, [w:] "Normalizacja" 1979, nr 8-9, s. 25-29.